# امیلیا
امیلیا (انگلیسی: Amelia) شرکت هوافضای آمریکایی است، که در سال ۱۹۹۸ تأسیس شد.